# Botschaft von Turnberry
Die Message from Turnberry (Botschaft von Turnberry) war eine Botschaft vom 8. Juni 1990, die vom Nordatlantikrat, der am 7. und 8. Juni in Schottland, Großbritannien, tagte, „an die Sowjetunion und alle anderen europäischen Länder“ gerichtet wurde, womit der Warschauer Pakt (Warschauer Vertragsorganisation) und die neutralen europäischen Nationen gemeint waren, und in der „Freundschaft und Zusammenarbeit ... zum Aufbau einer neuen friedlichen Ordnung in Europa auf der Grundlage von Freiheit, Gerechtigkeit und Demokratie“ (based on freedom, justice and democracy) angeboten wurden. Die Botschaft erfolgte nach den Ereignissen der Revolutionen im Jahr 1989 in Osteuropa, vor dem anstehenden KPdSU-Parteitag Anfang Juli 1990, dem letzten Parteitag der Kommunistischen Partei der Sowjetunion (KPdSU) vor der Parteiauflösung zur Zeit des Zerfalls der Sowjetunion.
Die Botschaft galt als ein Erfolg der deutschen Diplomatie auf dem Weg zur deutschen Wiedervereinigung.